# Elmore (Vermont)
Elmore – miasto w Stanach Zjednoczonych, w stanie Vermont, w hrabstwie Lamoille.
Miasto leży u brzegu jeziora Elmore.